# Condom-d'Aubrac
 Condom-d'Aubrac  là một xã ở tỉnh Aveyron, thuộc vùng Occitanie ở miền nam nước Pháp.